# شریفلو
شریفلو، روستایی در دهستان لیلان جنوبی بخش مرکزی شهرستان لیلان در استان آذربایجان شرقی ایران است.

## جمعیت
بر پایه سرشماری عمومی نفوس و مسکن در سال ۱۳۹۵، جمعیت این روستا برابر با ۱٬۰۲۴ نفر (۳۰۳ خانوار) بوده‌است.